# Jack Colvin
Jack Colvin (Lyndon (Kansas), 13 oktober 1934 – Noord-Hollywood (Californië), 1 december 2005) was een Amerikaans acteur.
Colvin werd vooral bekend als de nieuwsgierige verslaggever Jack McGee uit de televisieserie The Incredible Hulk. Ook verscheen hij in enkele televisiefilms omtrent het groene wezen. Ook regisseerde hij twee afleveringen van de gerenommeerde serie.
Colvin was eigenlijk een theateracteur en moest dan ook enigszins lachen om de titel van de televisieserie die hem zo beroemd maakte. Totdat hij twee scripts gelezen had, toen wist hij zeker dat de serie zou gaan werken.
In december 2005 overleed Colvin aan de gevolgen van een beroerte, 71 jaar oud. Aan het einde van zijn leven gaf hij acteerlessen en werkte hij aan een toneelstuk.

## Filmografie
- Operation Razzle-Dazzle (Televisiefilm, 1966) – Rol onbekend
- Preview Tonight Televisieserie – Rol onbekend (Afl., Somewhere in Italy…Company B!, 1966)
- The Rat Patrol Televisieserie – Luden (Afl., The One That Got Away Raid, 1967)
- Tarzan Televisieserie – Militair gouverneur (Afl., The Professional, 1968)
- How Sweet It Is! (1968) – Assistent-chef
- That Girl Televisieserie – Bounder (Afl., The Subject Was Rabies, 1969)
- Viva Max! (1969) – Garcia
- Monte Walsh (1970) – Valsspelende kaarter
- Jeremiah Johnson (1972) – Lt. Mulvey (3rd Cavalry)
- Hickey and Boggs (1972) – Shaw
- Footsteps (1972) – Crowther
- The Life and Times of Judge Roy Bean (1972) – Pooier
- Scorpio (1973) – Dief
- The Stone Killer (1973) – Lionel Henry Jumper
- Kojak Televisieserie – Laurie Cherneff (Afl., Eighteen Hours of Fear, 1974)
- The Terminal Man (1974) – Detective
- Hurricane’’ (Televisiefilm, 1974) – Nieuwslezer
- The Crazy World of Julius Vrooder (1974) – Sergeant
- Petrocelli Televisieserie – Rechter (Afl., The Sleep of Reason, 1975)
- Knuckle (Televisiefilm, 1975) – Rol onbekend
- The Invisible Man Televisieserie – Williams (Afl., Man of Influence, 1975)
- Baretta Televisieserie – Gowen (Afl., Double Image, 1975)
- Rooster Cogburn (1975) – Red
- Harry O Televisieserie – Willie (Afl., Mayday, 1975)
- The Six Million Dollar Man Televisieserie – Ed Jasper (Afl., Look Alike, 1975)
- The Rookies Televisieserie – Wolfe Burdett (Afl., Reluctant Hero, 1975)
- The Rockford Files Televisieserie – Priester (Afl., A Bad Deal in the Valley, 1976)
- City of Angels Televisieserie – Rol onbekend (Afl., Say Goodbye to Yesterday, 1976)
- Embryo (1976) – Dr. Jim Winston
- Amelia Earhart (Televisiefilm, 1976) – Wilmer Stultz
- The Bionic Woman Televisieserie – Baron Constantine (Afl., Kill Oscar: Part 1, 1976)
- Switch Televisieserie – Detective Sgt. Colder (Afl., The Case of the Purloined Case, 1976)
- The Six Million Dollar Man Televisieserie – Will Collins (Afl., Hocus-Pocus, 1976)
- Benny and Barney: Las Vegas Undercover (Televisiefilm, 1977) – Lieutenant Callan
- The Spell (Televisiefilm, 1977) – Dale Boyce
- Quincy, M.E. Televisieserie – Bill Leggett (Afl., Hit and Run at Danny’s, 1977)
- Exo-Man (Televisiefilm, 1977) – Martin
- Westside Medical Televisieserie – Dr. Bower (Afl., The Mermaid, 1977)
- Switch Televisieserie – Lieutenant Koehler (Afl., Legend of the Macunas: Part 1 & 2, 1977)
- The Incredible Hulk (Televisiefilm, 1977) – Jack McGee
- The Six Million Dollar Man Televisieserie – Dr. Charles Leith (Afl., The Dark Side of the Moon: Part 1 & 2, 1977)
- The Incredible Hulk: Death in the Family (Televisiefilm, 1977) – Jack McGee
- The Incredible Hulk: Married (Televisiefilm, 1978) – Jack McGee
- The Incredible Hulk Televisieserie – Jack McGee (44 afl., 1978-1981)
- Washingtoon’’ Televisieserie – Rol onbekend (1985)
- Hunter Televisieserie – Michael Varn (Afl., The Set Up, 1986)
- Cagney & Lacey Televisieserie – Delawter (Afl., The Zealot, 1986)
- MacGyver Televisieserie – Abel Makepeace (Afl., Silent World, 1986)
- Scarecrow and Mrs. King Televisieserie – Doneck (Afl., Bad Timing, 1987)
- Murder, She Wrote Televisieserie – Harry Atwater (Afl., Indian Giver, 1987)
- The Incredible Hulk Returns (Televisiefilm, 1988) – Jack McGee
- Child's Play (1988) – Dr. Ardmore
- Murder, She Wrote Televisieserie – Chandler Hellman (Afl., Moving Violation, 1991)
- Birds of a Feather (1998) – Dr. Adams

- Biblioteca Nacional de España: XX1679946
- Bibliothèque nationale de France: cb141658894 (data)
- Gemeinsame Normdatei: 1269438336
- International Standard Name Identifier: 0000 0000 0107 6411
- Library of Congress Control Number: no2018032258
- Système universitaire de documentation: 093675968
- Virtual International Authority File: 54356360
- WorldCat: E39PBJpJbbpFM3JYJfrByfdmh3